# 1,4-Thiazin
1,4-Thiazin ist die einfachste chemische Verbindung aus der Gruppe der Thiazine.

## Gewinnung und Darstellung
1,4-Thiazin kann durch Reduktion des Imides der Mercaptoessigsäure mit Aluminiumpulver bei erhöhten Temperaturen gewonnen werden.

## Eigenschaften
1,4-Thiazin ist ein farblose Flüssigkeit, die mischbar mit Wasser ist und einen ammoniakalischen Geruch mit einem leichten zusätzlichen Geruch nach Sauerkraut besitzt. Sie bildet stabile Salze mit Pikrinsäure, Chlorwasserstoff und Hexachloroplatinsäure.
Von der Verbindung existieren theoretisch drei tautomere Formen und zwar 4H-, 2H-1,4-Thiazin und 1λ4,4-Thiazin. Die meisten Derivate des 1,4-Thiazins liegen in der 2H-Form vor, was auch für die Stammverbindung zutrifft. Die wichtigsten 4H-Derivate sind die Phenothiazine, die in der Pharmakologie und in der Farbstoffchemie eingesetzt werden. Vom 1λ4,4-1,4-Thiazin sind nur wenige Derivate bekannt.

Strukturformel von 4H- und 2H-1,4-Thiazin
Strukturformel von 1λ4,4-Thiazin